# یخدان گلی
یخدان گلی مربوط به دوره قاجار است و در شهرستان خلیل‌آباد، شهر خلیل‌آباد واقع شده و این اثر در تاریخ ۱۳۹۰ با شمارهٔ ثبت ۳۰۳۶۳ به‌عنوان یکی از آثار ملی ایران به ثبت رسیده‌است.